# Habana (distrito)
Habana é um distrito do Peru, departamento de San Martín, localizada na província de Moyobamba.

## Transporte
O distrito de Habana não é servido pelo sistema de estradas terrestres do Peru.